# St. Johannes Nepomuk (Zvonková)

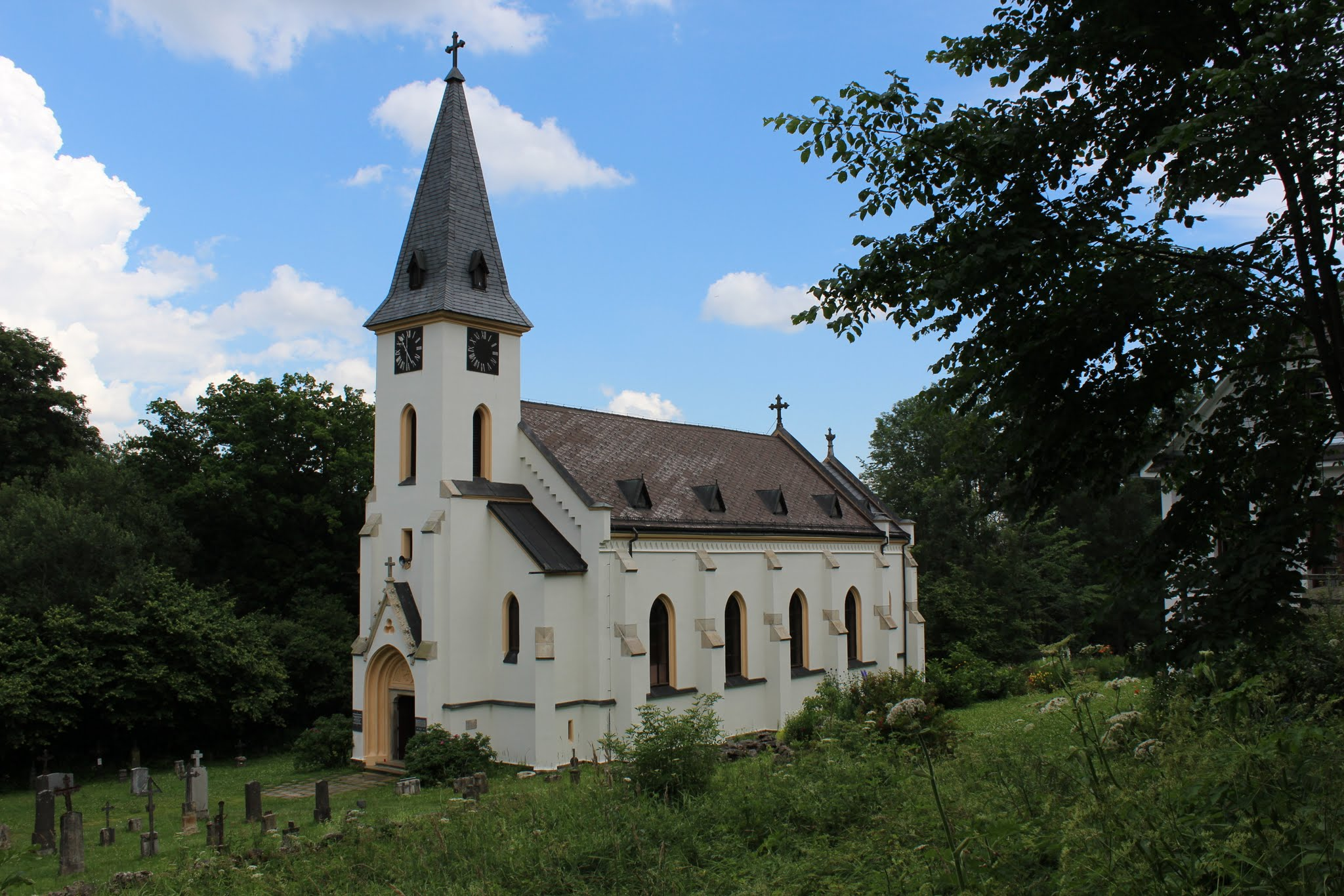
St.-Johannes-Nepomuk-Kirche Glöckelberg

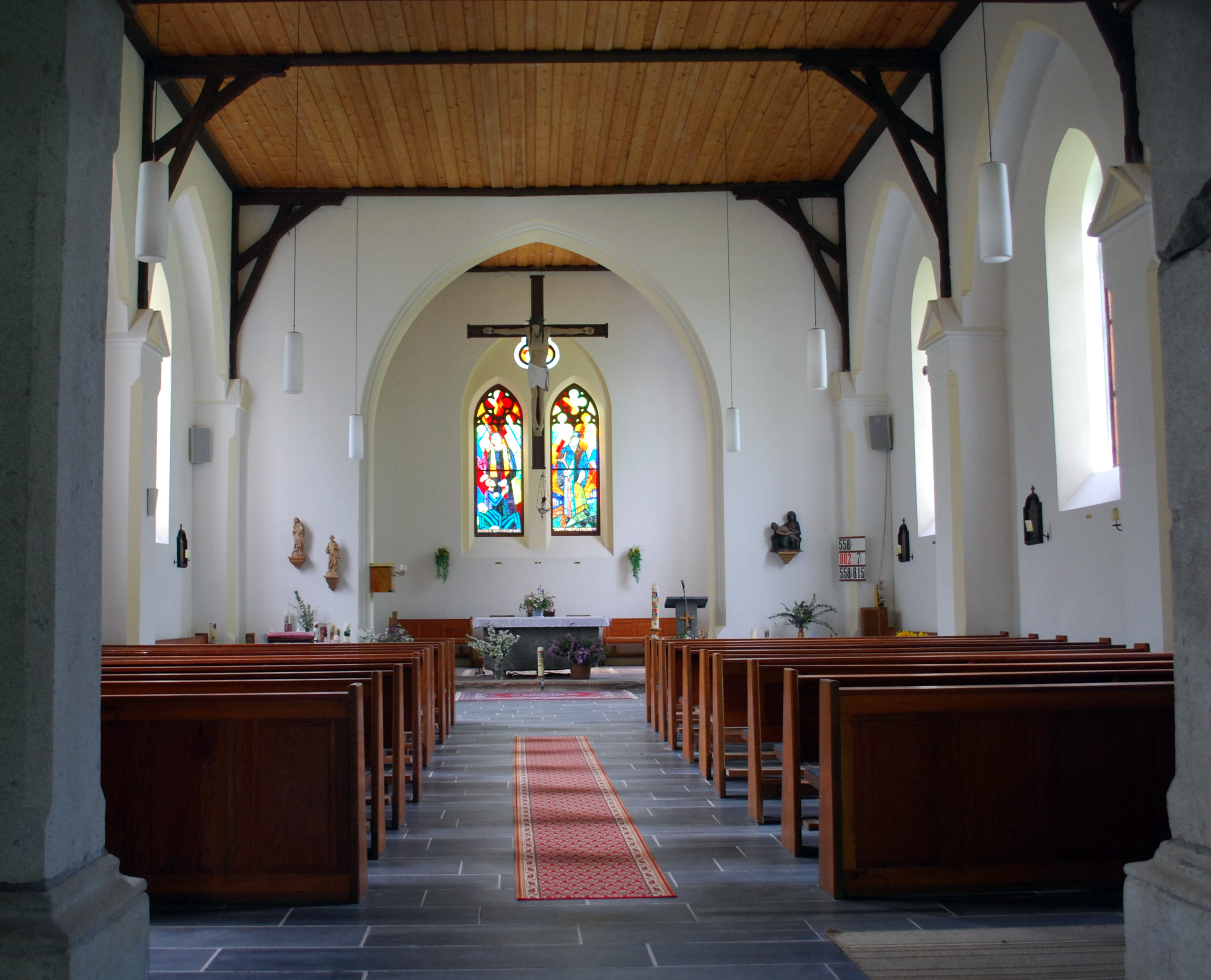
Das Kircheninnere

Die römisch-katholische Kirche St. Johannes Nepomuk steht in Zvonková (deutsch: Glöckelberg) in der Gemeinde Horní Planá (deutsch: Oberplan) in Tschechien nahe der österreichischen Grenze bei Ulrichsberg. Sie gehört zum Bistum Budweis.

## Geschichte
1785 wurde in Glöckelberg eine Kapelle errichtet, 1788 mit dem Bau der ersten Kirche begonnen. Da diese 1876 abgebrannt ist, wurde danach die heutige neugotische Kirche erbaut.
Nach 1945 wurde die deutschsprachige Bevölkerung vertrieben und der Ort demoliert. Die Kirche befand sich im Sperrgebiet und verfiel allmählich.
In Erinnerung an Glöckelberg wurde 1960 bis 1961 von den Vertriebenen im Ulrichsberger Ortsteil Schöneben nahe der Grenze die Heimatvertriebenenkirche Schöneben durch Dombaumeister Gottfried Nobl erbaut.
Nach der politischen Wende 1989 wurde die Glöckelberger Kirche wieder zugänglich. Auf Initiative der beiden Linzer Bürger Horst Wondraschek und Othmar Hanke wurde die Kirche 1990 bis 1992 umfassend restauriert. Das Stift Schlägl spendete eine Glocke.

## Einrichtung
Das Altarkreuz und die Kirchenfenster, mit der Darstellung von Pater Engelmar Unzeitig, wurden vom Linzer Maler Josef Fischnaller gestaltet. Der seliggesprochene Pater Engelmar Unzeitig war von 1940 bis 1941 Pfarrer in Glöckelberg, er wurde von den Nationalsozialisten ermordet. Die Bildtafeln der 12 Apostel auf der Empore wurden von Ulrike Wondraschek gemalt.

## Veranstaltungen
Jährlich gibt es Patroziniumsfeier, Wallfahrt, Sommertreffen und Totengedenken.